# Jądro nerwu podjęzykowego

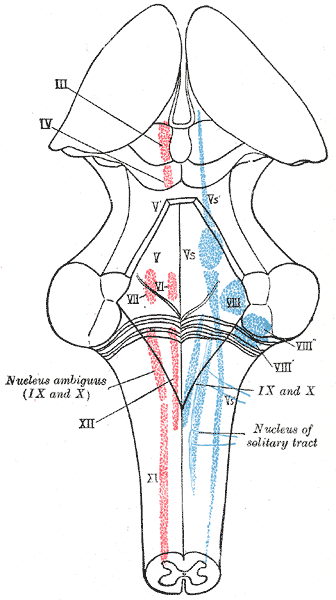
Schemat przedstawiający rdzeń przedłużony i rozmieszczenie jąder nerwów czaszkowych, w tym nerwu podjęzykowego (na dole, z lewej)

Jądro nerwu podjęzykowego (łac. nucleus nervi hypoglossi) – jądro XII nerwu czaszkowego, znajdujące się w rdzeniu przedłużonym. Zawiera komórki dające początek aksonom somatycznym niespecyficznym (GSE) unerwiającym wewnętrzne i zewnętrzne mięśnie języka. 